# Campylomma annulicorne
Campylomma annulicorne is een wants uit de familie van de blindwantsen (Miridae). De soort werd het eerst wetenschappelijk beschreven door Victor Antoine Signoret in 1865.

## Uiterlijk
De ovale wants is altijd macropteer en kan 2,5 tot 3 mm lang worden. Het lichaam heeft een lichtgroen, gele tot witte kleur en is bedekt met lange zwarte haartjes en korte fijne gele haartjes.
De pootjes zijn lichtgeel gekleurd en hebben stekeltjes die in donkere vlekjes staan. De antennes zijn grotendeels geelkleurig. Bij het mannetje zijn de eerste twee segmenten zwart bij het vrouwtje gedeeltelijk. Campylomma annulicorne lijkt sterk Campylomma verbasci. Ze hebben echter verschillende waardplanten en verder zijn er verschillen in de kleur van de beharing en antennes.

## Leefwijze
De wants legt eitjes op alle soorten wilgen (Salix) die na de winter uitkomen. De volwassen wantsen kunnen van juli tot september gevonden worden in wilgenstruwelen, uiterwaarden en tuinen waar de waardplant groeit. Er is één generatie per jaar.

## Leefgebied
De soort is in Nederland zeldzaam en heeft een Palearctisch verspreidingsgebied, van Europa, Azië tot in China en Korea.